# DNO ASA

Historisches Logo

DNO ASA, vormals Det norske oljeselskap, ist ein Mineralölunternehmen aus Norwegen mit Firmensitz in Oslo. DNO ASA ist an der Osloer Börse im OBX Index gelistet.
Das Unternehmen gehört zu den drei größten norwegischen Mineralölunternehmen, zu denen Equinor und Saga Petroleum gehören. DNO ASA wurde 1971 gegründet. 1997 erwarb DNO ASA das Erdölfeld Heather in der Nordsee und wurde später im Jemen geschäftlich tätig.

## Firmenprojekte in Norwegen
In Norwegen hält DNO Teileigentümerrechte an folgenden Projekten:
| Lizenz              | Block                       | Erdölfeld                            | Typ    | Eigentümer | Betreiber       | Tiefe |
| ------------------- | --------------------------- | ------------------------------------ | ------ | ---------- | --------------- | ----- |
| PL 001B/242         | 16/1                        |                                      |        | 35 %       | DNO             | 110 m |
| PL 028B             | 25/10                       |                                      |        | 35 %       | DNO             | 115 m |
| PL 029              | 15/6                        |                                      |        | 20 %       | ExxonMobil      | 110 m |
| PL 048B und 048D    | 15/5 und 15/6               | Glitne Erdölfeld und Enoch Erdölfeld |        | 10 %       | Statoil         |       |
| PL 143CS            |                             |                                      |        | 35 %       |                 |       |
| PL 229              | 7122/7, 8, 9, 10 und 7123/7 | Goliat Erdölfeld                     | Erdgas | 15 %       | Eni             | 380 m |
| PL 263 und 263B     | 6507/10 und 11              |                                      | Erdgas | 30 %       | Norsk Hydro     | 290 m |
| PL 265              | 16/2 und 3                  |                                      |        | 30 %       | Statoil         | 113 m |
| PL 272 und 035      | 35/11                       |                                      |        | 25 %       | Norsk Hydro     | 110 m |
| PL 305/305B und 341 | 25/7 und 24/9               |                                      |        | 25 %       | DNO             | 120 m |
| PL 332              | 7/4 (part) und 7/5          |                                      |        | 30 %       | Talisman Energy | 83 m  |
| PL 334              | 2/2                         |                                      |        | 20 %       | Talisman Energy | 63 m  |
| PL 356              |                             |                                      |        | 50 %       | DNO             |       |
| PL 369              |                             |                                      |        | 20 %       |                 |       |
| PL 380              |                             |                                      |        | 30 %       |                 |       |
| PL 383              |                             |                                      |        | 50 %       | DNO             |       |
| PL 387              |                             |                                      |        | 30 %       |                 |       |

Des Weiteren hat DNO ASA Firmenprojekte an der Elfenbeinküste, in den Niederlanden, im Irak, im Vereinigten Königreich und in Jemen.